# Puls (Holstein)
Puls település Németországban, Schleswig-Holstein tartományban. Lakosainak száma 573 fő (2023. december 31.).

## Népesség
A település népességének változása:
| Lakosok száma | 532  | 581  | 580  | 549  | 553  | 573  |
|               | 1975 | 2017 | 2019 | 2021 | 2022 | 2023 |